# Радко Гудас
Радко Гудас (чеськ. Radko Gudas, нар. 5 червня 1990, Кладно) — чеський хокеїст, захисник клубу НХЛ «Філадельфія Флаєрс». Гравець збірної команди Чехії.

## Ігрова кар'єра
Вихованець хокейного клубу «Рабат» (Кладно) в якому і розпочав хокейну кар'єру 2007 року. 
У 2009 перебрався до Північної Америки, де почав виступати в складі «Еверетт Сілвертіпс» (ЗХЛ). 
2010 року був обраний на драфті НХЛ під 66-м загальним номером командою «Тампа-Бей Лайтнінг». 8 серпня 2010 уклав з «блискавками» контракт за формулою 3+1. Влітку 2010  брав участь в першому тренувальному таборі «Лайтнінг», але сезон розпочав у складі «Норфолк Едміралс» (АХЛ). Радко відіграє за «Едміралс» два сезони.
Сезон 2012/13 Гудас розпочав у складі іншого клубу АХЛ «Сірак'юс Кранч», а завершив у складі «Тампа-Бей Лайтнінг». 
6 травня 2013 уклав новий трирічний контракт з «блискавками».
Сезон 2013/14 став першим повноцінним регулярним чемпіонатом НХЛ. 5 березня 2014 Радко отримав матч-штраф в матчі проти «Даллас Старс». Незважаючи на це генеральний менеджер «Лайтнінг» Стів Айзерман оголосив, що додаткових санкцій до гравця застосовуватись не буде.
6 січня 2015 Гудасу була зроблена артроскопічна операція на коліні, через що він завершив виступи в цьому сезоні. 
2 березня 2015 року, Гудас був проданий «блискавками» в обмін на перший і третій раунд Драфту НХЛ 2015 та Брейдона Коберна до «Філадельфії Флаєрс».
23 червня 2016 Радко уклав чотирирічний контракт з «Флаєрс» на суму в $13.4 мільйонів доларів.
Захищав кольори професійних команд «Рабат» (Кладно) та «Тампа-Бей Лайтнінг». Наразі ж грає за клуб НХЛ .

### Збірна
Був гравцем молодіжної збірної Чехії, у складі якої брав участь у 17 іграх. 
У складі національної збірної брав участь в Зимових Олімпійських іграх 2014 в російському Сочі та чемпіонаті світу 2017 року.

## Статистика

### Клубні виступи
| Сезон        | Клуб                 | Ліга              | Регулярний сезон | Регулярний сезон | Регулярний сезон | Регулярний сезон | Регулярний сезон | Плей-оф | Плей-оф | Плей-оф | Плей-оф | Плей-оф |
| Сезон        | Клуб                 | Ліга              | І                | Г                | П                | О                | ШХ               | І       | Г       | П       | О       | ШХ      |
| ------------ | -------------------- | ----------------- | ---------------- | ---------------- | ---------------- | ---------------- | ---------------- | ------- | ------- | ------- | ------- | ------- |
| 2007–08      | «Рабат» (Кладно)     | Чеська екстраліга | —                | —                | —                | —                | —                | 1       | 0       | 0       | 0       | 0       |
| 2008–09      | «Рабат» (Кладно)     | ЧЕ                | 7                | 0                | 1                | 1                | 8                | —       | —       | —       | —       | —       |
| 2009–10      | «Еверетт Сілвертіпс» | ЗХЛ               | 65               | 7                | 30               | 37               | 151              | 3       | 0       | 2       | 2       | 4       |
| 2010–11      | «Норфолк Едміралс»   | АХЛ               | 76               | 4                | 13               | 17               | 165              | 6       | 0       | 0       | 0       | 7       |
| 2011–12      | «Норфолк Едміралс»   | АХЛ               | 73               | 7                | 13               | 20               | 195              | 16      | 0       | 3       | 3       | 14      |
| 2012–13      | «Сірак'юс Кранч»     | АХЛ               | 57               | 4                | 16               | 20               | 207              | 12      | 2       | 1       | 3       | 34      |
| 2012–13      | «Тампа-Бей Лайтнінг» | НХЛ               | 22               | 2                | 3                | 5                | 38               | —       | —       | —       | —       | —       |
| 2013–14      | «Тампа-Бей Лайтнінг» | НХЛ               | 73               | 3                | 19               | 22               | 152              | 3       | 0       | 1       | 1       | 9       |
| 2014–15      | «Тампа-Бей Лайтнінг» | НХЛ               | 31               | 2                | 3                | 5                | 34               | —       | —       | —       | —       | —       |
| 2015–16      | «Філадельфія Флаєрс» | НХЛ               | 76               | 5                | 9                | 14               | 116              | 6       | 0       | 0       | 0       | 18      |
| 2016–17      | «Філадельфія Флаєрс» | НХЛ               | 67               | 6                | 17               | 23               | 93               | —       | —       | —       | —       | —       |
| 2017–18      | «Філадельфія Флаєрс» | НХЛ               | 70               | 2                | 14               | 16               | 83               | 6       | 0       | 0       | 0       | 9       |
| 2018–19      | «Філадельфія Флаєрс» | НХЛ               | 77               | 4                | 16               | 20               | 63               | —       | —       | —       | —       | —       |
| Усього в НХЛ | Усього в НХЛ         | Усього в НХЛ      | 416              | 24               | 81               | 105              | 579              | 15      | 0       | 1       | 1       | 36      |

### Збірна
| Рік                | Команда            | Турнір             | Місце              | І  | Г | П | О | ШХ |
| ------------------ | ------------------ | ------------------ | ------------------ | -- | - | - | - | -- |
| 2008               | Чехія              | ЮЧС18              | 11-е               | 5  | 1 | 1 | 2 | 12 |
| 2009               | Чехія              | МЧС                | 6-е                | 6  | 2 | 1 | 3 | 8  |
| 2010               | Чехія              | МЧС                | 7-е                | 6  | 0 | 2 | 2 | 14 |
| 2014               | Чехія              | ОІ                 | 6-е                | 3  | 0 | 0 | 0 | 4  |
| 2017               | Чехія              | ЧС                 | 7-е                | 8  | 2 | 1 | 3 | 6  |
| 2018               | Чехія              | ЧС                 | 7-е                | 8  | 0 | 2 | 2 | 4  |
| Молодіжна збірна   | Молодіжна збірна   | Молодіжна збірна   | Молодіжна збірна   | 17 | 3 | 4 | 7 | 34 |
| Національна збірна | Національна збірна | Національна збірна | Національна збірна | 19 | 2 | 3 | 5 | 14 |